# ТЕС Браїла
45°9′58″ пн. ш. 27°55′26″ сх. д. / 45.16611° пн. ш. 27.92389° сх. д.
ТЕС Бреїла – теплова електростанція в Румунії у однойменному повіті. 
У 1973 році на майданчику станції стали до ладу два енергоблоки, в кожному з яких два котла продуктивністю по 325 тон пари на годину живили одну парову турбіну потужністю 210 МВт. Зазначений показник відносився до режиму виробництва електроенергії і зменшувався, якщо одночасно починалась видача споживачам теплової енергії (теплова потужність кожного з блоків становила до 58 МВт). В 1974-му запустили ще один блок такої ж потужності, як і попередні. Основне обладнання для цих трьох блоків постачили з СРСР. 
У 1979-му став до ладу четвертий блок з показником у 330 МВт. На цей раз його обладнали котлом та турбіною, виготовленими у Румунії за ліцензіями західних компаній.
В 2019 році оголосили, що блоки №1 (на цей момент його потужність рахувалась як 227 МВт) та №2 (все-так же з первісним показником у 210 МВт) виводяться у тривалу консервацію.
Як паливо станція використовує нафту та природний газ, який надходить до неї через перемичку від компресорної станції Сіліштя (трубопровід Ісакча – Шендрень – Бухарест).
Для видалення продуктів згоряння на станції звели димарі висотою 200 метрів та 250 метрів (кожен з них міг обслуговувати по 3 блока, оскільки було запроектоване подальше розширення ТЕС, яке так і не відбулось).
Для охолодження використовують воду із річки Дунай.
Видача продукції відбувається по ЛЕП, розрахованій на роботу під напругою 220 кВ.